# Alexander Fischer
Alexander L. Fischer (em russo:  Александр Л. Фишер) foi um patinador artístico russo que competiu em competições de duplas. Com Lidia Popova foi medalhista de bronze no Campeonato Mundial de 1908.

## Principais resultados

### Com Lidia Popova
| Resultados         | Resultados        | Resultados    | Resultados    | Resultados    | Resultados    | Resultados    | Resultados    | Resultados    | Resultados    | Resultados    | Resultados    | Resultados    |
| Internacional      | Internacional     | Internacional | Internacional | Internacional | Internacional | Internacional | Internacional | Internacional | Internacional | Internacional | Internacional | Internacional |
| Evento/Temporada   | 1907– 1908        |               |               |               |               |               |               |               |               |               |               |               |
| ------------------ | ----------------- | ------------- | ------------- | ------------- | ------------- | ------------- | ------------- | ------------- | ------------- | ------------- | ------------- | ------------- |
| Campeonato Mundial | Medalha de bronze |               |               |               |               |               |               |               |               |               |               |               |
|                    |                   |               |               |               |               |               |               |               |               |               |               |               |